# 大波蘭地區亞諾維茨
大波蘭地區亞諾維茨（Janowiec Wielkopolski）是波蘭庫亞維-波美拉尼亞省日寧縣的一座城市。2005年，有人口4,357人。1975-1998年期间，该市在行政上隸屬於比得哥什省。韋烏納河途經當地。